# ناحیه عین البرد
ناحیه عین البرد (به عربی: دائرة عین البرد) یک ناحیه در الجزایر است که در استان سیدی بلعباس واقع شده‌است.